# 카메로케라스
카메로케라스(Cameroceras)는 고생대 오르도비스기에 살았던 두족류이다. 1842년 콘래드가 뉴욕주 서부의 트렌턴 석회암에서 발견해 명명되었으며, 현재의 북아메리카, 유럽, 아시아에 해당하는 로렌시아, 발틱해, 시베리아 주변의 얕은 열대 바다에 서식했다. 속명의 뜻은 '뿔이 있는 방'을 의미한다.

## 특징

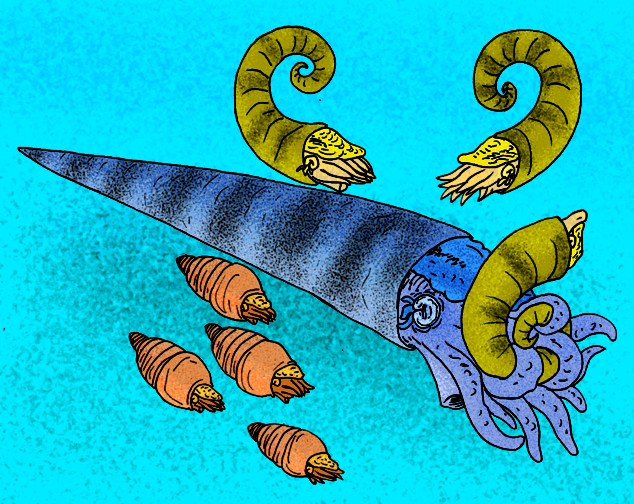
촉수로 먹잇감을 잡아먹는 카메로케라스의 모습

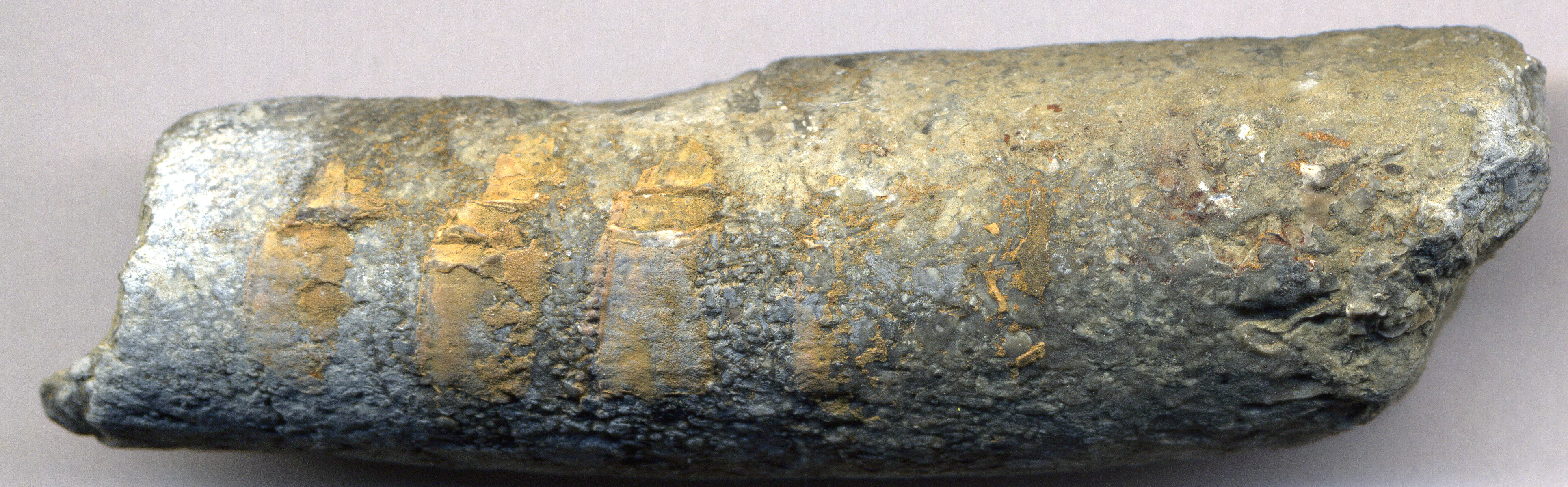
카메로케라스의 껍질 부분

카메로케라스는 작은 것은 70 센티미터 (2.3 ft)부터 가장 큰 종은 9 미터 (30 ft)까지 다양한 크기로 자랐다. 카메로케라스의 머리는 껍질의 입구에 위치한 부드러운 근육 조직으로 이루어져 있었고, 머리 부분 보호를 위해 껍질 안에 껍질과 유사한 체벽이 있었을 것으로 추정된다. 머리의 아랫부분에서 촉수가 자라났으며, 이 촉수를 이용해 먹이를 잡아먹었을 것으로 추정된다. 머리와 촉수가 이어지는 부분의 중심 부분에는 현대의 오징어와 비슷한 딱딱한 각질의 부리로 이루어진 입이 있어 그 입으로 먹이의 몸을 물어뜯었고, 치악력은 먹이의 뼈나 껍질을 뚫을 만큼 강력했을 것으로 추정된다.